# Конференц-зв'язок
Конференц-зв'язок (англ. conferencing) — це послуга (функція, сервіс) зв'язку, що забезпечує можливість одночасного телефонного спілкування трьох і більше абонентів (співрозмовників).

## Призначення
Конференц-зв'язок використовують для проведення групових обговорень, нарад або переговорів в тих випадках, коли у співрозмовників немає можливості зустрітися особисто, а також у випадках, коли одну і ту ж проблему потрібно обговорити відразу з кількома телефонними абонентами.
Використання конференц-зв'язку дозволяє значно економити часові ресурси, в результаті чого ця послуга набула широкого поширення в світі.

## Особливості конференц-зв'язку
Конференц-зв'язок передбачає, що:
- всі співрозмовники спілкуються тільки голосом (ніяких інших способів передачі інформації, крім мовного, не надається);
- всі співрозмовники можуть говорити і чути один одного одночасно (тобто забезпечується дуплексний зв'язок);
- учасники використовують для спілкування телефони (стаціонарні, мобільні або програмні)[джерело?].

## Послуги (сервіси) конференц-зв'язку
Послуги конференц-зв'язку надають:
- Оператори традиційної і IP-телефонії

Послуги конференц-зв'язку надають практично всі оператори провідного зв'язку (традиційні та IP), що пропонують послугу підключення до телефонних мереж загального користування. Наприклад, абоненти МГТС можуть використовувати послугу «Конференц-зв'язок» для одночасного з'єднання трьох абонентів. Управління послугою здійснюється за допомогою набору певних комбінацій клавіш на телефоні.
Послугою конференц-зв'язку може скористатися будь-яка організація або приватна особа, що уклала договір або активувала послугу у свого оператора. Послуга конференц-зв'язку в операторів традиційної і IP-телефонії зазвичай вимагає щомісячної абонентської плати.
- Оператори стільникового зв'язку

Послуга конференц-зв'язку надається всіма операторами стільникового зв'язку. Зазвичай ця послуга надається безкоштовно. Абонент оплачує тільки стандартну вартість телефонного дзвінка.
- Сервіс-провайдери

Сервіс-провайдери надають послуги конференц-зв'язку в локальному (в межах однієї країни) і міжнародному масштабі (коли абоненти знаходяться в різних країнах). Основні користувачі послуг сервіс провайдерів - великі міжнародні компанії, що мають представництва в різних містах і країнах.
Для використання послуги конференц-зв'язку користувач реєструється на сайті сервіс-провайдера, де залишає свої контактні дані (номер телефону) і контакти (телефони) абонентів, з якими буде організовуватися конференц-зв'язок.
Сервіс-провайдери надають різні гнучкі механізми оповіщення учасників про початок сеансу конференц-зв'язку (наприклад, по e-mail), виробляють автоматичний збір (дзвінки до) всіх абонентів, забезпечують можливість попереднього планування конференцій, розмежування прав учасників конференцій і т. п. В даний час подібні сервіси особливо популярні в Європі та Америці. Послуга зазвичай не має абонентської плати. Оплата похвилинна.

## Функції конференц-зв'язку
Функції конференц-зв'язку реалізують в різному телекомунікаційному обладнанні, а також у програмних додатках IP-телефонії.
Приклади рішень, з підтримкою функцій конференц-зв'язку:
- АТС (офісні АТС, IP-PBX);
- телефонні апарати (багатолінійні телефони, IP-телефони, конференц-телефони);
- конференц-мости (пристрої, що забезпечують проведення конференцій та селекторних нарад на мережах традиційної телефонії);
- Софтфони (Skype,  OnZoom та ін).

Примітка. Реалізація функцій конференц-зв'язку в обладнанні або софтфонів в деяких випадку вимагає (передбачає) надання відповідної послуги з боку оператора.